# Клименко Володимир Степанович
Володимир Степанович Клименко (7 квітня 1974, Маріуполь, Донецька область, УРСР — 10 лютого 2025, Німеччина) — український політик, екс-заступник  міського голови Маріуполя (2009—2015), депутат Маріупольської міської ради (2020—2022).

## Життєпис
Народився 7 квітня 1974 року у Маріуполі.

## Освіта
Володимир Клименко навчався в школі №27, а після закінчення в 1991 році вступив до Приазовського державного технічного університету на спеціальність «Промисловий транспорт». 
В 2007 році вступив до Національної Академії державного управління при Президентові України за спеціальністю «Державне управління».
В 2012 році отримує четверту вищу освіту, на цей раз — юридичну у Маріупольському гуманітарному університеті.

## Трудова діяльність
Після завершення Приазовського державного технічного університету більше року працював в Азовському морському пароплавстві на посаді економіста валютно-фінансового відділу. ⠀
У період з 1997 по 2003 роки мав досвід роботи в різних комерційних підприємствах на керівних посадах.
Кар'єрний стрибок Клименка відбувся в 2003 році, коли він очолив Управління торгівлі Маріупольської міської ради. Новий виток розвитку стався в 2006 році, коли він очолив Приморську районну адміністрацію Маріуполя.
У 2009 році Клименко зайняв посаду заступника міського голови Маріуполя, а з 2014 по 2015 роки — першого заступника мера.
У міській адміністрації курував житлово-комунальне господарство, внутрішню політику, зв'язки з громадськістю, прес-службу, а також питання, взаємодії міської ради з правоохоронними органами та Збройними Силами України, очолював сектор мобілізаційної роботи.
Згідно особистим запевненням, під час проведення АТО в Маріуполі Клименко займався будівництвом і обладнанням блокпостів, оборонних споруд в місті, а також взаємодією з військовими, волонтерами та громадськими організаціями.
По закінченню терміну каденції Маріупольської міської ради з грудня 2015 по грудень 2020 роки Володимир Клименко обіймав посаду заступника директора на підприємстві «Спецмашавто», де займався юридичними та кадровими питаннями, транспортними перевезеннями і відповідав за зв'язки з громадськістю.

## Політична діяльність
У 2015 році балотувався до Маріупольської міської ради від політичної партії «Наш край».
У 2020 році приєднався до лав ОПЗЖ, у складі якої став депутатом Маріупольської міської ради, де був очільником фракції..
У 2022 році втік з Маріуполя до Одеси, де його і затримали представники ДБР.

## Сім'я
Був першим чоловіком колишньої окупаційної «прокурорки» Криму Наталії Поклонської. Сам він цю інформацію відмовлявся коментувати журналістам.

## Смерть
10 лютого 2025 року радник мера Маріуполя Петро Андрющенко опублікував на своєму Телеграм-каналі звістку про смерть Володимира Клименка.
Колишній президент «Маріупольського телебачення» Микола Осиченко в своїх соціальних мережах повідомив, що смерть політика настала під час лікування у Німеччині.